# Andrés Ripoll Muntaner
Andrés Ripoll Muntaner, en catalán Andreu Ripoll Muntaner, (Barcelona, 1933-Palma de Mallorca, 2 de enero de 2017) fue un militar e ingeniero español conocido por colaborar en el programa del Apolo 11 o la estación espacial Skylab, entre otros muchos proyectos durante 25 años. En sus últimos años se dedicó a la divulgación y recibió multitud de premios nacionales e internacionales.

## Reseña biográfica
Andrés Ripoll nació como el segundo de tres hermanos en una familia modesta en 1933, en la ciudad de Barcelona aunque siendo originarios de Mallorca, lugar del que nunca perdería el contacto y donde terminaría residiendo en su última etapa vital. Su padre, Andrés también, era militar y profesor de matemáticas, junto con Catalina, su madre, tuvieron problemas durante la guerra civil española. Andrés Ripoll hizo sus estudios de bachiller en el Instituto Ramon Llull de Palma de Mallorca.

### Vida militar y académica
En 1952, con 19 años, ingresó en la Academia Militar de Zaragoza y posteriormente continuará el duro plan de estudios militares en la Academia de Artillería de Segovia. Asciende a finales de 1956 como teniente de artillería. En septiembre de 1957, se prepará para el título de Ingeniero de armamento en la Escuela Superior Politécnica de Madrid. Es en la capital española donde conoce a su futura esposa, María Jesús, con la se casa en 1961 y con la que tendrá tres hijos.
En octubre de 1964 y durante tres años se dedica al desarrollo de misiles, termina sus estudios militares como el primero de promoción y ascendiendo a Capitán Ingeniero de Armamento. Por ello se le concede la Cruz al Mérito Militar con distintivo blanco. Fue profesor de la Universidad Politécnica de Madrid y obtuvo también la diplomatura en Investigación Operativa de la Universidad Complutense de Madrid y Técnicas de Investigación del Espacio en el Centro Godard.

### El programa de misiles antiaéreos Hawk
En 1953 se había firmado en España un tratado con Estados Unidos de América (EE. UU.), y aprobado por el presidente Eisenhower en su primera visita en suelo español en 1959, por el cual el país se incorporaba al sistema occidental de defensa de la Unión Soviética (URSS). Como parte de este programa, a España se le ofrecían los misiles MIM-23 Hawk como sistema antiaéreo. Andrés Ripoll es destinado como oficial del ejército en 1965 a Fort Bliss, en El Paso (Texas) para realizar cursos de aprendizaje y mantenimiento de los misiles. Los asistentes al curso podían escuchar las pruebas de ignición de cohetes del cercano Centro Marshall de vuelos espaciales, dirigido por el importante científico alemán Wernher von Braun, uno de responsables del desarrollo de cohetes estadounidense.

Yo de pequeño quería ser investigador. Mi padre, que era militar y profesor de matemáticas, me proponía constantemente problemas prácticos y me aficionó a la astronomía. Todo esto despertaba mi imaginación. Luego me dediqué a experimentos. Hacía submarinos que se hundían, y cosas así. Posteriormente me di cuenta de que me interesaba más responder a las preguntas que se hace constantemente el ser humano sobre el universo y sí mismo. Luego tuve la suerte de participar siempre en proyectos singulares, muy creativos, como las misiones espaciales norteamericanas. Tuve que crear de la nada una estación de seguimiento en España; ahora tengo que crear un centro de formación de astronautas, algo que sólo han acometido hasta el momento dos países: Estados Unidos y la Unión Soviética.
entrevista a Ripoll en El País, `4 de septiembre de 1989

En 1967 es nombrado jefe de los talleres generales del sistema de defensa de los misiles Hawk y participa en su despliegue en la La Línea de la Concepción, en el Estrecho de Gibraltar. En 1969 es ascendido a Comandante y destinado a Madrid. Solicita un permiso de 6 meses por asuntos propios para participar con el INTA en el Programa Apolo XI desde el Complejo de Comunicaciones con el Espacio Profundo de Madrid y con la Instalación de Fresnedillas para vuelos espaciales tripulados (MSFN). Dio apoyo a la llegada a la luna el 20 de julio de 1969. Finalizando los seis meses de asuntos propios se retirará de supernumerario y se le concederá el retiro voluntario del ejército en 1979.
En 1971 obtiene el doctorado en Ingeniería de Armamento.
Durante esos años se especializará en Técnicas de Investigación del Espacio y Control de Vuelos Espaciales y colaborará con la NASA desde 1964 y con el Instituto Nacional de Técnica Aeroespacial (INTA). Participó también en el primer laboratorio espacial, el Skylab y el proyecto de pruebas Apolo-Soyuz.

### Proyectos en Europa
En 1975, como miembro de la recién creada Agencia Europea del Espacio (ESA), fue director durante los primeros 13 años de la Estación de Seguimiento de Satélites de Villafranca del Castillo y desde donde impulsó programas de exploración de rayos ultravioleta y de rayos X.
En 1988 la ESA le encargó la creación y desarrollo del Centro Europeo de Astronautas (EAC) en Alemania y durante seis años se encargó de los entrenamientos y misiones de los astronautas europeos en colaboración con EE. UU., la Unión Soviética y posteriormente Rusia. Allí conoció al que sería el primer astronauta español, Pedro Duque.
A finales de 1994 con la finalización de la misión Euromir-94, solicita su retiro y vuelve a la isla de Mallorca.

Algún día deberemos pensar que es preciso aprender a vivir en el espacio. No veo que la humanidad pueda seguir haciendo una expansión en esas dos dimensiones en las que nos encontramos. Max Weber decía que la humanidad no hubiera conseguido nunca lo posible si no hubiera intentado, una y otra vez, lo imposible.
Periódico: reseña del periódico Última hora, 23 de enero de 2017

### Membresía
Fue miembro de Sociedad Planetaria de Estados Unidos. Fue miembro académico fundador desde 1994 de la Real Academia de Ingeniería de España (RAI) con la medalla número 15

### Asteroide228133 Ripoll
En su honor, la Unión Astronómica Internacional (UAI) autorizó el nombramiento de un asteroide en 2009 como 228133 Ripoll descubierto por el Observatorio de La Sagra con la participación del Observatorio Astronómico de Mallorca.

## Distinciones
Entre muchas, algunas de las distinciones:
- Certificate of Apollo XI (NASA)
- Premi Ramon Llull de las Ciències' (Premio Ramon Llull, 2001)
- Mèrit Científic i Tecnològic(Premio Narcís Monturiol, 2001)
- Medalla de Oro de la Comunidad (Consejo Insular de Mallorca, (2010).

## Obras
- Electrónica militar (1984)
- El gran atlas del espacio (1987), director científico.
- Una mirada al espacio, (1998) Galaxia Gutenberg, Barcelona, 240 páginas. ISBN 978-84-8109-186-1